# Alan Baddeley
Alan David Baddeley (* 23. März 1934 in Leeds) ist ein britischer Psychologe.

## Leben
Baddeley schloss 1956 mit dem Bachelor of Arts an der University College London ab und erhielt schon 1957 den Master of Science an der Princeton University. 1958 ging er an das Medical Research Council (MRC) in der Applied Psychology Unit (APU) der Universität Cambridge, wo er 1962 unter Conrad promovierte.
1967 ging er als Lehrbeauftragter (später Assistenzprofessor) an das neu errichtete Experimental Psychology Laboratory der Universität Sussex in Brighton. Seinen ersten Lehrstuhl für Psychologie erhielt er 1972 an University of Stirling in Schottland. 1974 folgte er Donald Broadbent als Direktor der APU, wo er auch bis 1995 an der Universität Cambridge lehrte. Von 1995 bis 2003 war er Professor für Psychologie an der Universität Bristol, und seit 2003 lehrt er an der Universität York.
Er hat die britischen Titel Commander (CBE) of the Most Excellent Order of the British Empire (1999), Fellow of the Royal Society (FRS) (1993) und Fellow of the British Academy (FBA) (2008) erhalten. Außerdem ist er Mitglied der Academia Europaea (1989) und der American Academy of Arts and Sciences (1996) sowie Ehrendoktor der Universität Umeå (1991), der University of Stirling (1996), der University of Essex (1999), der Plymouth University (2000) und der University of Edinburgh (2005).

## Forschungsbeiträge
Er ist bekannt geworden durch sein Arbeitsgedächtnismodell, das sich im Gegensatz zu vorherigen Modellen aus mehreren Komponenten zusammensetzt. Eine dem Aufmerksamkeitssystem nahestehende zentrale Exekutive bedient sich im ursprünglichen Modell zweier Merkspeicher, der phonologischen Schleife und des visuell-räumlichen Notizblocks. Heute wird als drittes Untersystem ein episodischer Puffer von Baddeley angenommen.
Zusammen mit seiner Frau Hilary Baddeley forscht er an Morbus Alzheimer.

## Schriften
- mit Graham Hitch: Working memory. In: Psychology of Learning and Motivation. Vol. 8, ISSN 0079-7421, S. 47–90, doi:10.1016/S0079-7421(08)60452-1.
- The psychology of memory. Basic Books, New York NY 1976, ISBN 0-465-06736-0.
  - Die Psychologie des Gedächtnisses. Klett-Cotta, Stuttgart 1979, ISBN 3-12-920531-4.
- So denkt der Mensch. Unser Gedächtnis und wie es funktioniert (= Knaur-Taschenbücher 3892). Droemer/Knaur, München 1988, ISBN 3-426-03892-7.
- The episodic buffer. A new component of working memory? In: Trends in Cognitive Sciences. Vol. 4, Nr. 11, November 2000, ISSN 1364-6613, S. 417–423, doi:10.1016/S1364-6613(00)01538-2.
- Is working memory still working? In: American Psychologist. Vol. 56, Nr. 11, ISSN 0003-066X, November 2001, S. 851–864, doi:10.1037/0003-066X.56.11.851 (Wiederabdruck in: European Psychologist. Vol. 7, Nr. 2, June 2002, ISSN 1016-9040, S. 85–97, online (PDF; 231 kB) (Memento vom 29. August 2013 im Internet Archive)).
- Working memory. Looking back and looking forward. In: Nature Reviews Neuroscience. Vol. 4, 2003, S. 829–839.
- Working memory: theories, models, and controversies. In: Annu Rev Psychol. 2012;63:1-29. doi:10.1146/annurev-psych-120710-100422.